# Rue des Plâtrières
La rue des Plâtrières est une voie du 20e arrondissement de Paris, en France.
Cette rue ne doit pas être confondue avec l'ancienne rue Plâtrière devenue à partir de 1791, la rue Jean-Jaques-Rousseau.

## Situation et accès
La rue des Plâtrières est une voie publique située dans le 20e arrondissement de Paris. Elle débute au 104, rue des Amandiers et se termine au 16, rue Sorbier.

## Origine du nom

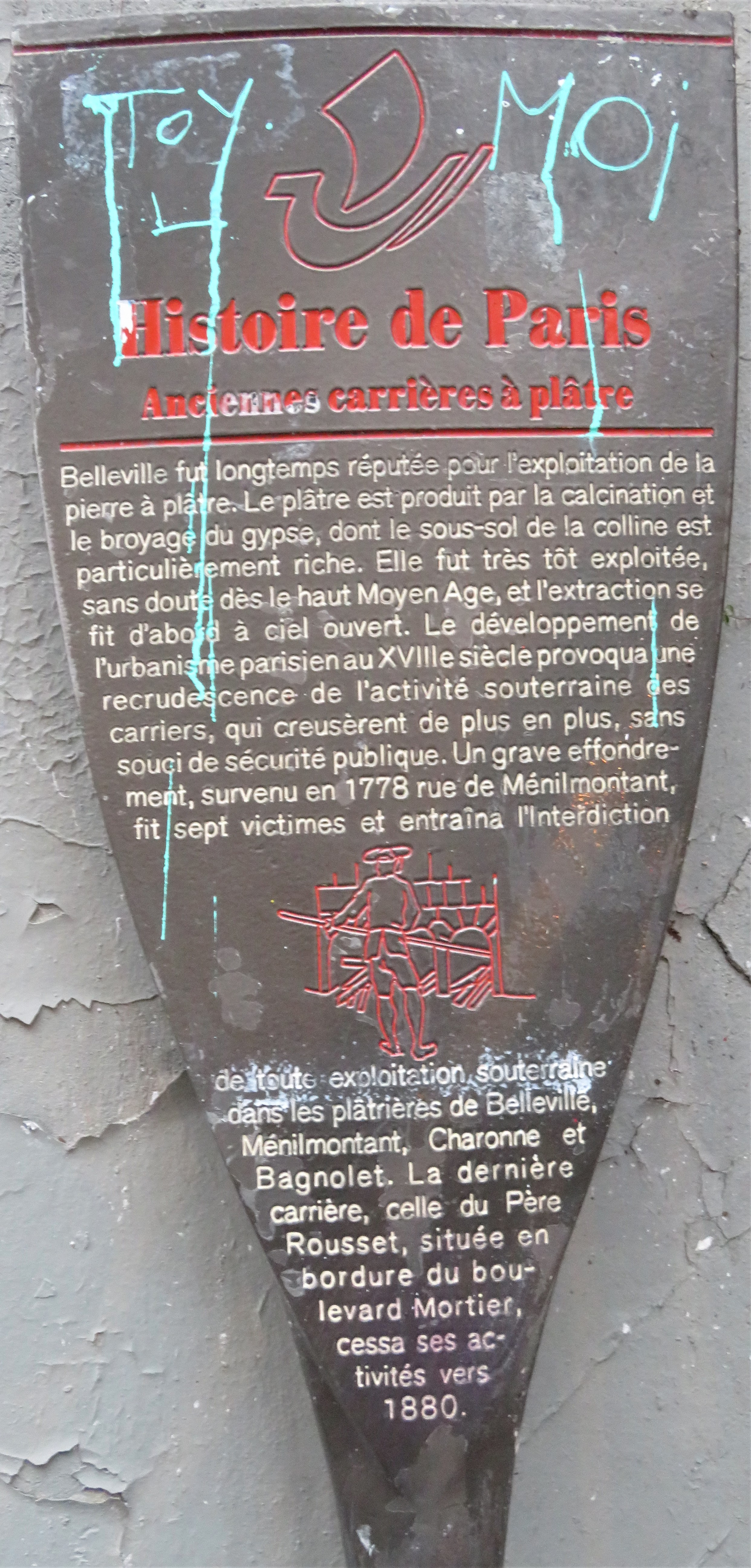
Rue des plâtrières, panneau carrières.

Elle porte ce nom en raison du voisinage des carrières de plâtre de Ménilmontant auxquelles elle menait.

## Historique
La partie perpendiculaire à la rue des Amandiers a porté les noms d'« impasse des Carrières » puis « rue des Carrières » avant de prendre sa dénomination actuelle par un décret du 1er février 1877 et d'être classée dans la voirie de Paris par un décret du 6 juillet 1883.
La partie latérale à la rue Sorbier a été ouverte sous son nom actuel par un décret du 6 juillet 1883 en absorbant la cité Borey.

## Bâtiments remarquables et lieux de mémoire
C'est au numéro 14 de cette rue que vécut le taxidermiste Etienne Saumon entre 1909 et 1913.